# Döbröce
Döbröce is een plaats (község) en gemeente in het Hongaarse comitaat Zala. Döbröce telt 92 inwoners (2004).